# 안광천
안광천(安光泉, 1897년 ~ ???)은 일제강점기에 활동한 독립운동가, 공산주의 운동가이다. 경남 김해시 진영읍 출신으로 일본과 조선을 오가며 공산주의 운동을 수행하였다. 1926년 10월 조선공산당 선전부 책임자로 활동하였고 11월 정우회 서무부담당 상무집행위원이 되었다. 1928년 신간회와 조선공산당이 협동전선운동을 전개하자 일제는 공산당과 사회주의자들을 탄압하여 안광천은 이를 피해 상하이로 망명하였다.
그는 공산주의 운동의 이론가로서 코민테른에 조선의 상황에 대한 보고문을 작성하였고 '민족해방운동에 대한 논강'을 작성하였다. 1929년 베이징에서 김원봉과 조선공산당재건동맹을 조직하여 위원장이 되었고 레닌주의정치학교를 운영하며 잡지 '레닌주의'를 발행하였다.